# 괴사딱지

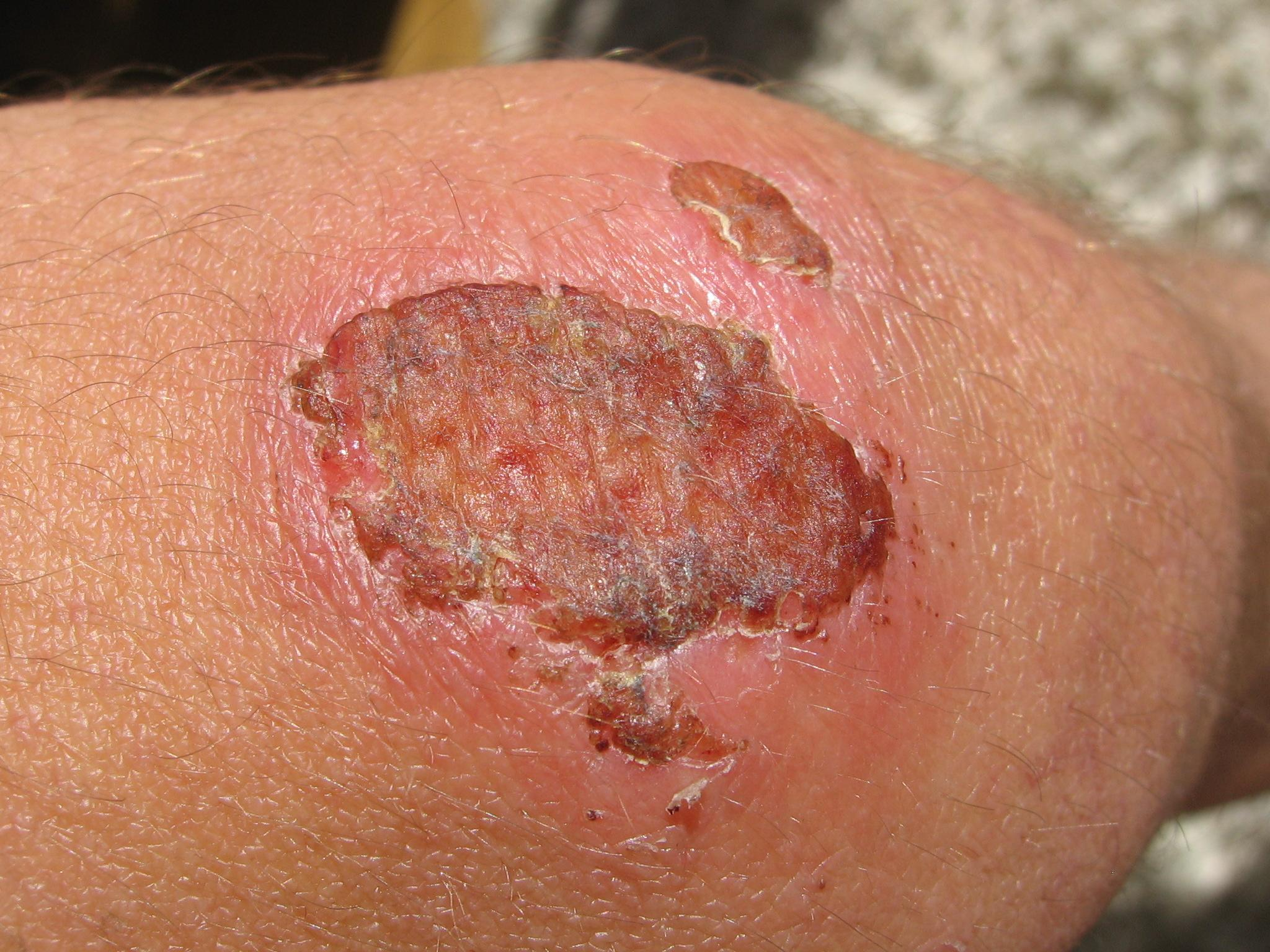

괴사딱지(eschar, slough) 또는 가피(痂皮)는 주로 화상 후에 죽은 세포가 이룬 딱지이다. 가피는 특히 화상 부상 후 피부 표면에서 떨어져 나가는 죽은 조직의 껍질 또는 조각이지만 괴저, 궤양, 곰팡이 감염, 괴사성 거미 물림 상처, 홍반열과 관련된 진드기 물림 및 피부 탄저병 노출 부위에서도 볼 수 있다. 가피의 영단어 'eschar'라는 용어는 'scab'과 바꿔 사용할 수 없다. 가피에는 괴사 조직이 포함되어 있는 반면 딱지는 건조된 혈액과 삼출물로 구성되어 있다.
검은 가피는 의학에서 피부 탄저병(탄저균에 의한 감염)에 가장 흔히 기인하며, 이는 무리 동물 노출과 고양이와 토끼의 파스퇴렐라 물토시다(Pasteurella multocida) 독소 노출을 통해 감염될 수 있다. 새로 확인된 인간 리케차 감염인 리케치아병(R. parkeri rickettsiosis)은 접종 부위에 가피가 존재함으로써 록키산홍반열과 구별될 수 있다. 가피는 상처가 두껍고 건조하며 검은 괴사 조직으로 덮여 있다.
가피는 자연적으로 벗겨질 수 있으며, 특히 면역이 저하된 환자의 경우 감염을 예방하기 위해 외과적 제거(괴사조직 제거)가 필요할 수 있다(예: 피부이식을 실시하는 경우).
가피가 사지에 있는 경우, 영향을 받은 사지의 말초 맥박을 평가하여 혈액 및 림프 순환이 손상되지 않았는지 확인하는 것이 중요하다. 혈액 순환이 저하되면 가피 절개술이나 가피를 통한 외과적 절개가 필요할 수 있다.